# Československá televize
Československá televize (ČST) fue la empresa estatal de radiodifusión de televisión en Checoslovaquia. La ČST comenzó sus emisiones el 1 de marzo de 1953 y cesó su emisión el 1 de diciembre de 1992, tras la disolución de Checoslovaquia. La televisión checoslovaca constaba de un solo canal y una difusión limitada, pero el 10 de mayo de 1970 comenzó a transmitir un segundo canal. Entre 1973 y 1975 se iniciaron las emisiones regulares en color.
La sede principal de ČST estaba en Praga, pero contaba con estudios en Bratislava, Košice, Ostrava y Brno, ya que emitían contenidos en checo y en eslovaco para las distintas poblaciones que conformaban el país. Tras la disolución del país la ČST se dividió en Česká televize y Slovenská televízia.